# 迪科拉鎮區 (愛荷華州溫納希克縣)
迪科拉鎮區（英語：Decorah Township）是位於美國愛荷華州溫納希克縣的一個行政鎮區。

## 地方資料
根據2010年美國人口普查的數據，迪科拉鎮區的面積為93.81平方千米，當中陸地面積為93.74平方千米，而水域面積為0.07平方千米。當地共有人口10040人，而人口密度為每平方千米107.02人。